# Liptena perobscura
Liptena perobscura är en fjärilsart som beskrevs av Druce 1910. Liptena perobscura ingår i släktet Liptena och familjen juvelvingar. Inga underarter finns listade i Catalogue of Life.

## Bildgalleri

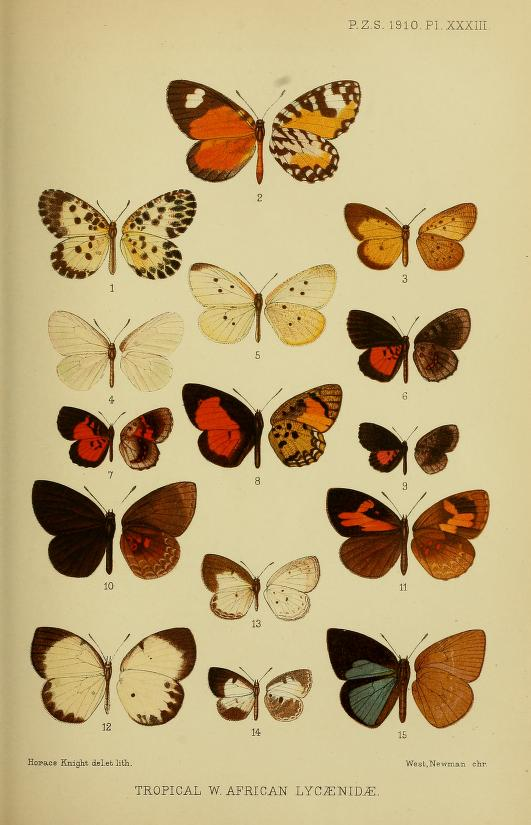